# Большая Чесноковка (река)
Большая Чесноковка — река в России, протекает по Краснощёковскому, Курьинскому и Змеиногорскому районам Алтайского края. Устье реки находится в 46 км по левому берегу реки Большой Тигирек. Длина реки составляет 11 км.

## Притоки
- Малая Чесноковка (пр)
- Колмогоров Ключ (лв)
- Заячий Ключ (пр)
- Соколов Ключ (лв)

## Данные водного реестра
По данным государственного водного реестра России относится к Верхнеобскому бассейновому округу, водохозяйственный участок реки — Обь от слияния рек Бия и Катунь до города Барнаул, без реки Алей, речной подбассейн реки — бассейны притоков (Верхней) Оби до впадения Томи. Речной бассейн реки — (Верхняя) Обь до впадения Иртыша.